# فرانسواز لپین
فرانسواز لِپین (فرانسوی: Françoise Lépine‎) هنرپیشهٔ اهل فرانسه است.
از فیلم‌ها یا برنامه‌های تلویزیونی‌ که او در آنها نقش داشته‌است می‌توان به آرسن لوپن، پاپاراتزی، بلفگور، شبح موزه لوور و لیبرتین اشاره کرد.